# Тамбо-Колорадо

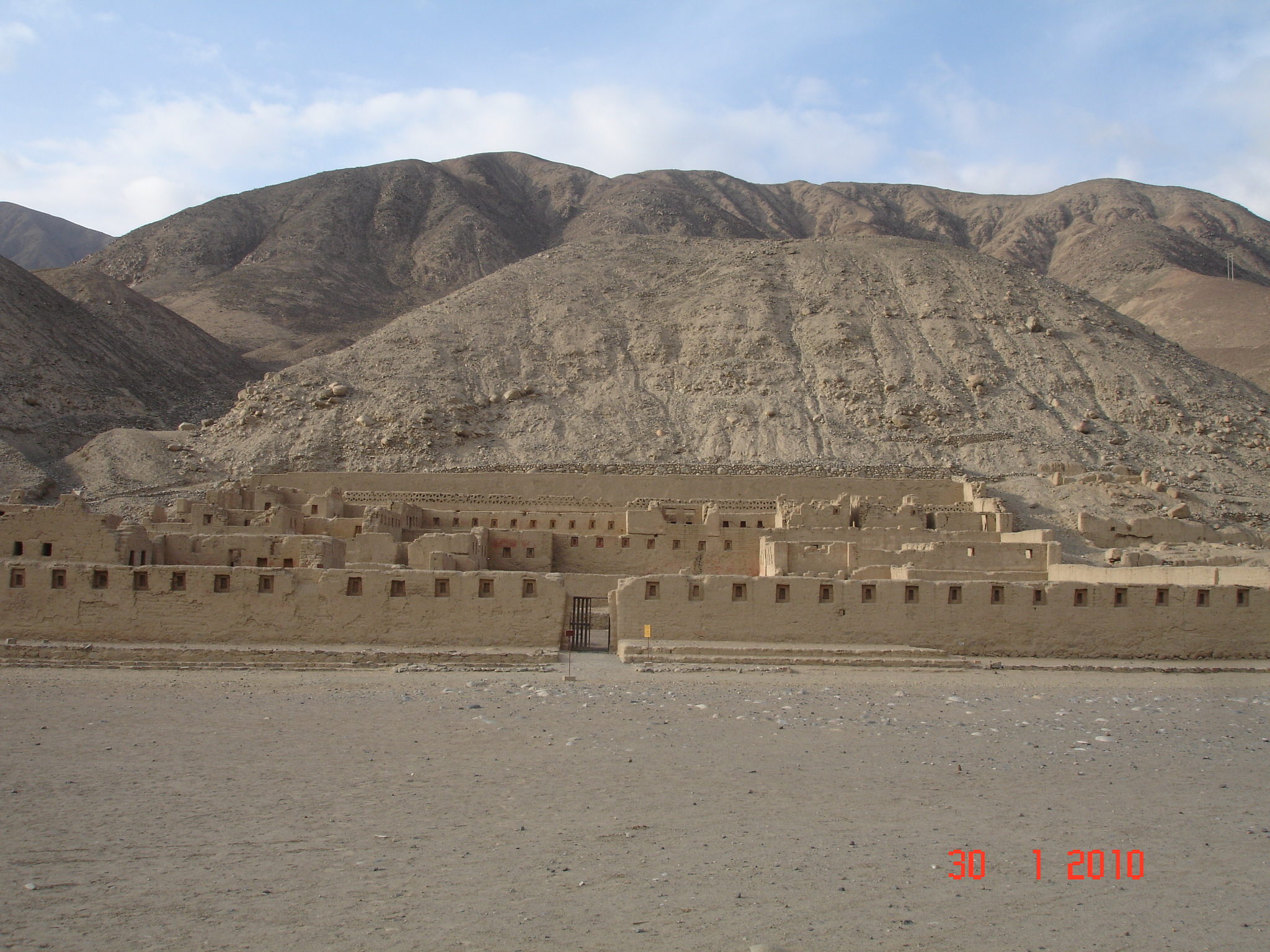
Тамбо-Колорадо

Тамбо-Колорадо — давній інкський військовий та адміністративний центр часів імперії інків Тауантінсую. Свою назву отримала від перуанських археологів. За часи інків називалася Пука-Тамбо («Червона тамбо»), також мала назва Пукальякта («Червоне місце») та Пукауасі («Червоний дім»). Є важливою археологічною пам'яткою Перу.

## Географія
Тамбо-Колорадо розташовано в 40 км від узбережжя в долині річки Піско, поблизу виходу її з гір до Тихого океану, в передгір'ях Анд. Долина річки Піско з давніх-давен була природним коридором, що зв'язує прибережну частину і високогір'я. Тамбо-Колорадо (точніше Пука-Тамбо) розташовувалася на великій дорозі інків, що звалася «Уайна Капак Н'ян». Сьогодні руїни Тамбо розташовано на 48 км північніше м. Піско та 327 км південніше м. Ліма, відновить до провінції Піско.

## Історія
Ймовірно перше поселення було створено в період держави Чинча. Після підкорення цієї інками за наказом Сапа Інки (імператора) Пачакутека близько 1450 року тут зведено фортецю та тамбо, що розташовувалося на стратегічному шляху. Деякий час був форпостом інків, що контролював шлях від узбережжя до долини Куско. З розширенням території імперії військове значення Пука-Тамбо зникло, перетворивший на місцевий адміністративний центр.
Володарі інків Тупак Юпанкі та Уайна Капак бували тут лише декілька разів. За часи Сапа Інки Уаскара стало основою у протистоянні його братові Атауальпі. У 1532 році під час цієї війни Тамбо-Колорадо було пограбовано та спустошено військами Атауальпи, в результаті якого воно підупало, а мешканці зовсім його залишили.

## Опис
Тамбо-Колорадо вважається одним з найкраще збережених руїн будівель із саману. На сьогодні помітні залишки потужних мурів, казарм, кольки (складів), житла, де мешкали часкі, кам'яні будівлі місцевих керівників.
Територія також складалася з храму Сонця і імператорського палацу, розташованих на протилежних сторонах головній площі (її основа має 150 м завдовжки), що мало трапецієподібну форму. Саме на цій площі зустрічали верховних правителів інків, в тих рідкісних випадках, коли вони відвідували ці місця. На цьому помості на головній площі відбувалися урочисті зустрічі і відповідні до цієї нагоди ритуали. Храм Сонця мав єдине вхід. Простір імператорського палацу поділявся на 3 великі зони: перша — для більш-менш простих людей, друга — для місцевих представників керівництва інків в регіоні, і третя — безпосередньо кімнати Сапа Інків. У палаці був водопровід з холодною і гарячою водою, що надходила, відповідно, зі звичайних гірських джерел, а також спеціальними водоводами з наявних у горах термальних джерел і гейзерів. Також існувало два Південних палаци і Ушну.
Фортеця була зведена з червоного каменю. Крім того, будівлі були пофарбовані в червоний, жовтий і білий кольори. Залишки фарби збереглися в нішах і подекуди на стінах з часів інків дотепер.